# Echinopsis tubiflora
Echinopsis tubiflora ist eine Pflanzenart aus der Gattung Echinopsis in der Familie der Kakteengewächse (Cactaceae). Das Artepitheton tubiflora leitet sich von den lateinischen Worten tubus für ‚Röhre‘ sowie -florus für ‚-blütig‘ ab.

## Beschreibung
Echinopsis tubiflora wächst einzeln oder bildet Gruppen. Die kugelförmigen bis kurz zylindrischen, dunkelgrünen Triebe erreichen bei Durchmessern von 12 bis 15 Zentimetern Wuchshöhen von bis zu 75 Zentimeter. Es sind elf bis zwölf scharfkantige, wellige Rippen vorhanden, die tief gekerbt sind. Die auf ihnen befindlichen weißen bis grauen oder schwarzen Areolen stehen bis zu 2 Zentimeter voneinander entfernt. Aus ihnen entspringen gelbliche Dornen, die eine dunklere Spitze besitzen. Die drei bis vier kräftigen Mitteldornen sind bis zu 3,5 Zentimeter lang. Die bis zu 20 ungleichen, abstehenden Randdornen weisen eine Länge von bis zu 2,5 Zentimeter auf.
Die lang trichterförmigen, weißen Blüten öffnen sich in der Nacht. Sie sind bis zu 24 Zentimeter lang und besitzen einen Durchmesser von 10 Zentimetern.

## Verbreitung und Systematik
Echinopsis tubiflora ist in den argentinischen Provinzen Salta und Tucumán in Höhenlagen von 500 bis 1000 Metern verbreitet.
Die Erstbeschreibung als Cereus tubiflorus durch Ludwig Georg Karl Pfeiffer wurde 1837 veröffentlicht. Karl Moritz Schumann stellte die Art 1897 in die Gattung Echinopsis. Der Name wird meist Albert Gottfried Dietrich zugeschrieben.
Es werden folgende Unterarten unterschieden:
- Echinopsis tubiflora subsp. tubiflora
- Echinopsis tubiflora subsp. callochrysea (F.Ritter) Schlumpb.

## Nachweise